# Missions japoneses a la Xina imperial

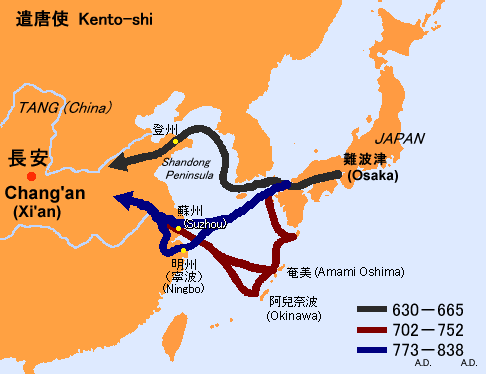
Possibles rutes dels vaixells que van portar ambaixades a la dinastia Tang.

Les missions japoneses a la Xina van ser una sèrie de missions diplomàtiques que foren enviades de manera intermitent des del Japó a la cort imperial xinesa. Tota distinció entre els enviats diplomàtics despatxats des de la cort del Japó Imperial o des de qualsevol dels shogunats japonesos es perdia o era jutjada com irrellevant quan l'ambaixador era rebut a la capital xinesa.